# Mikladalur
Mikladalur este un oraș din Insulele Faroe.